# Salim Ben Ali
Pour les articles homonymes, voir Ben Ali (homonymie).
Salim Ben Ali Al Qasimi, né en 1918 à Soalala et mort en 2002 à Charjah (Émirats arabes unis), est un homme politique comorien.

## Biographie
Salim Ben Ali est le fils d'un membre de la dynastie émiratie Al Qasimi qui gouverne notamment l'émirat de Charjah,.
Il est ministre des Travaux publics, de l'Équipement et des Transports du Territoire des Comores de 1959 à 1969, puis ministre de l'Économie et du Plan de 1969 à 1975. Après l'indépendance du pays, il est gouverneur de Grande Comore, et président du Conseil constitutionnel pendant la période de transition suivant le coup d'État de mai 1978, avant de devenir Premier ministre le 22 décembre 1978 ; il le reste jusqu'au 8 février 1982, date où il est remplacé par Ali Mroudjaé. Il est alors nommé conseiller politique à la présidence de la République, avec rang de ministre d'État chargé des relations avec les gouvernorats des Îles.
Victime d'un accident de la route aux Comores en 2001, il en garde des séquelles qui le conduisent à sa mort en 2002 alors qu'il réside aux Émirats arabes unis ; son corps est rapatrié aux Comores et il est enterré à Moroni le 15 novembre 2002.